# Prasinocyma albivenata
Prasinocyma albivenata är en fjärilsart som beskrevs av Claude Herbulot 1983. Prasinocyma albivenata ingår i släktet Prasinocyma och familjen mätare. Inga underarter finns listade i Catalogue of Life.